# (100745) 1998 ET3
(100745) 1998 ET3 es un asteroide perteneciente al cinturón de asteroides descubierto el 2 de marzo de 1998 por Takao Kobayashi desde el Observatorio de Ōizumi, Ōizumi, Japón.

## Designación y nombre
Designado provisionalmente como 1998 ET3.

## Características orbitales
1998 ET3 está situado a una distancia media del Sol de 2,282 ua, pudiendo alejarse hasta 2,712 ua y acercarse hasta 1,852 ua. Su excentricidad es 0,188 y la inclinación orbital 7,228 grados. Emplea 1259,55 días en completar una órbita alrededor del Sol.

## Características físicas
La magnitud absoluta de 1998 ET3 es 15,7. 